# 伊拉韋
伊拉韋（西班牙語：Ilave），是秘魯的城鎮，位於該國東南部普諾大區，是埃爾科廖省的首府，東面是的的喀喀湖，海拔高度3,862米，2012年人口57,366，居民使用艾馬拉語和西班牙語。
16°05′12″S 69°38′07″W / 16.0866°S 69.6354°W